# Sukodono (Pujer)
Sukodono is een bestuurslaag in het regentschap Bondowoso van de provincie Oost-Java, Indonesië. Sukodono telt 3252 inwoners (volkstelling 2010).